# Déli delfin
A déli delfin vagy déli felemásdelfin (Lissodelphis peronii) az emlősök (Mammalia) osztályának párosujjú patások (Artiodactyla) rendjébe, ezen belül a delfinfélék (Delphinidae) családjába tartozó faj.

## Előfordulása
Elterjedése kevéssé ismert, úgy tűnik, cirkumpoláris és mindenhol eléggé gyakori. Majdnem kizárólag a mérsékelt övi vizekben tartózkodik, a legtöbb adat az Antarktikus konvergencia környékéről származik. A hideg Humboldt-áramlatot követve gyakran elvetődik a szubtrópusokig a déli szélesség 19. fok magasságában, messze Észak-Chiléig, de a legészakibb adat Peru környékéről származik a déli szélesség 12. fokáról. Elterjedésének déli határa a tenger hőmérsékletének évszakos ingadozása szerint változik. Elég gyakorinak látszik a Falkland-áramlásban Patagónia és a Falkland-szigetek körül. Vélhetőleg az Indiai-óceánban a Nyugatiszél-áramlást követve fordul elő. A szárazföldek közelében - a mély vizek kivételével - ritkán látható, de előfordul Chile és Új-Zéland 200 méternél mélyebb, part menti vizeiben.

## Megjelenése
A déli delfin könnyen azonosítható a tengeren. Az egyetlen hátúszó nélküli, feltűnően fekete-fehér mintázatú delfin a déli féltekén. Amikor azonban gyorsan úszik, távolról összetéveszthető a pingvinekkel, lassan úszva hasonlít a fókára. Nagyon emlékeztet az északi delfinre, de valamivel kisebb, feje és oldalai fehérebbek, elterjedési területük között nincs átfedés. A borjak szürkésbarnák vagy sárgásfehérek, a felnőtt állatokra jellemző szín az első életév végére alakul ki. A déli delfin nem jól ismer állat, mert elsősorban a távoli, nyílt vizekben fordul elő.
Hátúszó: Nincs.
Felnőtt tömeg: Kb. 60 – 100 kg.
Újszülött tömege: Ismeretlen.
Újszülött mérete: Kb. 80 cm.
Felnőtt mérete: 1,8 - 2,9 m.

## Életmódja
Mozgása kecses. Gyakran nagyon gyorsan halad hosszú, lapos ugrások sorozatával, külső szemlélő számára ez a fürge mozgás inkább a pingvinek fürge mozgására emlékeztet. Ha néha lassan úszik, akkor alig zavarja a víz felszínét. Légvételkor csak a feje és sötét háta kis részét emeli ki a vízből. Ugrik, (de nem pördül meg a levegőben), a hasára vagy oldalára érkezik, farkát csapkodja. Merülési ideje átlagosan 6 perc. Egyes iskolákat meg lehet közelíteni, mások menekülnek a csónakok elől. Olykor előfordul, hogy kisebb csoportokban úszik a hajók orrvizén. Gyakran társul sötét delfinnel, a szalagos delfinnel vagy a gömbölyűfejű-delfinekkel. Kimondottan társas életű állat. Átlagos csoportméret 1-1000 egyedből áll. Tápláléka halakból és kalmárokból vagy polipokból áll.